# Ху Цзинъи
Ху Цзинъи (кит. трад. 胡景翼, пиньинь Hú Jǐngyì; 4 июня 1892, Фупин — 10 апреля 1925, Хэнань) — китайский политический деятель и военный генерал периода конца эпохи Цин и первых лет Китайской Республики.

## Биография

### С конца династии Цин до 1916 г.
Ху Цзинъи родился 4 июня 1892 года в уезде Фупин провинции Шэньси. В 1908 году он поступил в академию Цзяньбэнь Сиане . Весной 1910 года вступил в революционную организацию Тунмэнхуэй, впоследствии он внес большой вклад в ее работу. В 1911 году окончил академию, а в октябре того же года революционеры подняли восстание в Учане, Ху Цзинъи собрал войска и дал отпор армии Цин, присланной из провинции Ганьсу с целью подавления мятежа, а затем возглавил революционные силы провинции Шэньси. В 1912 году губернатор Шэньси Чжан Фэнхуэй подавил революционеров, а Ху Цзинъи бежал в Японию. В 1914 году он отправился учиться в академию Хаожань, а перед возвращением в Китай встретился с Сунь Ятсеном.
Вернувшись на родину, Ху Цзинъи поступил в учебный батальон 3-й смешанной бригады под командованием Чэнь Шуфаня, а затем его повысили до командира батальона. Ища возможность одержать победу над Юань Шикаем, Ху Цзинъи также основал революционную базу. В то время он познакомился с будущим гражданским губернатором Хэнани Сунь Юэ, который тоже состоял в Тунмэнхуэй.
В марте 1916 года генерал Лу Цзяньчжан предпринял карательный поход против революционеров в провинции Шэньси, поддержавших Войну в защиту республики. Ху Цзинъи поднял мятеж и пленил Лу Чэнъу, сына Лу Цзяньчжана и командира 1-й смешанной бригады, которого после напряженных торгов обменял у генерала Лу на должность военного губернатора провинции Шэньси.

### Армия Шэньси
После Войны в защиту республики Ху Цзинъи стал командиром 2-го батальона 1-й смешанной бригады, дислоцировавшейся на юге провинции Шэньси. Отношения с Чэнь Шуфанем постепенно ухудшались из-за взаимных подозрений. В январе 1918 года Ху Цзинъи и Цао Шиин организовали армию Шэньси (陕西靖国军). Ху командовал правым флангом, а Цао — левым. Чэнь Шуфань оказался в невыгодном положении, чтобы уравновесить силы, он попросил Лю Чжэньхуа из провинции Хэнань поддержать его, что изменило расстановку сил в его пользу.
Ху Цзинъи укрепил отношения с южным правительством и объединился Тан Цзияо из провинции Юньнань. Затем он поддержал инициированное Сунь Ятсеном назначение Юй Южэня главнокомандующим армии Шэньси, сам он стал командиром 4-го подразделения армии и отправился на передовую. В августе того же года Ху Цзинъи поехал с визитом к Цзян Хунмо, стороннику Чэнь Шуфаня, был задержан им и помещен под домашний арест в Сиане. Чэнь Шуфань предпринимал попытки заставить его окончательно сдаться, но Ху Цзинъи не имел подобных намерений.
В июле 1920 году разразилась Чжили-Аньхойская война. Чэнь Шуфань, принадлежавший к Аньхойской клике, решил отпустить Ху Цзинъи, чтобы завоевать общественное одобрение жителей провинции. Ху Цзинъи вернулся в родную провинцию, став заместителем командующего и командующим фронтовыми частями армии Шэньси. Под его руководством на территориях, находившихся в сфере влияния армии Шэньси, была проведена военная реформа.
В мае 1921 года Чэнь Шуфань вышел в отставку, его место занял Янь Сянвэнь, а 16-я смешанная бригада под командованием Фэн Юйсяна также вошла в состав Шэньси. Янь и Фэн планировали объединиться с армией Шэньси. В результате Ху Цзинъи сняли с должности, что вызвало недовольство со стороны Сунь Ятсена и Юй Южэня.

### Чжили-Фэньтяньские войны
В апреле 1922 года началась Первая Чжили-Фэньтяньская война, в которой Ху Цзинъи принял сторону Фэн Юйсяна в битве против Чжао Ти, военного губернатора провинции Хэнань. После войны Ху Цзинъи был назначен командиром 24-й дивизии, дислоцировавшейся вдоль северной части Пекин-Ханькоуской железной дороги.
Из-за недовольства политикой Бэйянского правительства Ху Цзинъи и тайно заключил союз с Фэн Юйсяном и Сунь Юэ с целью его свергнуть. В октябре 1924 года началась Вторая Чжили-Фэнтянская война, во время которой Ху Цзинъи, Фэн Юйсян и Сунь Юэ подняли мятеж, предав Чжилийскую клику и выведя свои войска с поля битвы, чтобы совершить переворот в Пекине, названный впоследствии «столичной революцией». После свержения Цао Куня, занявшего пост президента посредством подкупа, соратники реорганизовали свои части в Гоминьцзюнь. После формирования Гоминьцзюня Ху Цзинъи занял посты заместителя командующего данной армией и командующего 2-м корпусом, он также стал активно готовиться встретить Сунь Ятсена в Пекине.
В декабре того же года Ху Цзинъи победил У Пэйфу и вошел в Чжэнчжоу, фактически став военным губернатором провинции Хэнань. Пытаясь помешать Ху Цзинъи контролировать Хэнань, Хань Юкунь занял Лоян, после чего началось противостояние Ху и Ханя.
Чтобы примирить стороны, Фэн Юйсян послал Сунь Юэ на переговоры, но они не увенчались успехом. В феврале 1925 года Лю Чжэньхуа лично повел армию в Лоян, чтобы атаковать Ху Цзинъи. 6 марта началась война. Сунь Юэ возглавил 3-ю армию Гоминьцзюня, поддреживая Ху Цзинъи. Лю Чжэньхуа был изгнан из Лояна 9 марта, а Хань Юкунь покончил жизнь самоубийством 2 апреля. С тех пор Ху Цзинъи занял доминирующее положение в провинции Хэнань.
В том же году СССР предложил Фэн Юйсяну и его соратникам сформировать на Севере новую политическую силу, подобную Гоминьдану. В обмен на оружие Фэн Юйсян и Ху Цзинъи предоставили российским и китайским коммунистам полную свободу действий на своих территориях. Они также отправили 25 высокопоставленных офицеров в Советский Союз для прохождения военной подготовки. Однако 10 апреля 1925 года Ху Цзинъи внезапно умер от болезни. Его место занял преемник Юэ Вэйцзюнь.